# Benoît Hamon
Benoît Hamon  (Saint-Renan, 26 juni 1967) is een Frans politicus. 

## Levensloop
Van 2004 tot 2009 zetelde hij als Frans volksvertegenwoordiger in het Europees Parlement. Van 2008 tot 2012 was hij woordvoerder van de Parti socialiste. Van 2012 tot 2014 was hij minister van Sociale Economie en Consumptie in de regeringen Ayrault I en Ayrault II. Op 2 april 2014 werd hij benoemd tot minister van Nationaal Onderwijs, Hoger Onderwijs en Onderzoek in de regering-Valls I. Op 26 augustus dat jaar werd hij in die functie opgevolgd door Najat Vallaud-Belkacem.
Hamon wordt gezien als een vertegenwoordiger van de linkervleugel van de PS. In 2005 stemde hij tegen de Europese grondwet. In 2012 werd hij verkozen in de Nationale Vergadering voor het departement Yvelines.
Hamon haalde de hoogste score in eerste ronde van de voorverkiezingen bij de Parti socialiste voor de Franse presidentsverkiezingen 2017, boven Manuel Valls, Vincent Peillon en Arnaud Montebourg.
Na een ongelukkige kiescampagne, gekenmerkt door de zwakke prestatie van de kandidaat en door de grote onenigheid binnen de rangen van de Parti socialiste, behaalde Hamon amper 6,50 % van de stemmen en was vanaf de eerste ronde uitgeschakeld. Hij verklaarde onmiddellijk dat hij een nieuwe denk- en actiegroep zou oprichten binnen de te hernieuwen Parti socialiste.
In juni 2017 was hij kandidaat voor het parlement, maar op 11 juni werd hij opnieuw vanaf de eerste ronde uitgeschakeld.
Op 1 juli 2017 kondigde hij aan dat hij de Parti socialiste verliet en een eigen beweging oprichtte.
- Bibliothèque nationale de France: cb15009023p (data)
- Gemeinsame Normdatei: 1017588341
- International Standard Name Identifier: 0000 0000 4996 7192
- Library of Congress Control Number: n2005010024
- Système universitaire de documentation: 083549463
- Virtual International Authority File: 69207021
- WorldCat: E39PBJrwTc4hXY6H9c6XHQ7JXd